# Thaís Picarte
Thais Ribeiro Picarte, mais conhecida como Thais Picarte (Santo André, 22 de Setembro de 1982), é uma ex-futebolista brasileira que atuava como goleira.
Atualmente, é coordenadora do Santos da categoria do futebol feminino.

## Carreira

### Atleta
Thais e suas irmãs jogavam nos campos de várzea no ABC Paulista, onde eram conhecidas como "As Temidas Picartes". Aos 14 anos, em março de 1997, foi descoberta por um olheiro e chamada para fazer teste no time de Aspirantes do São Paulo. Dois anos depois foi promovida para o time principal, e no seguinte ganhou o primeiro título.
Do São Paulo passou pelo Juventus, São Bernardo, e decidiu deixar o Brasil. Foi jogar na Itália, onde recebeu convite para testes e atuou pelo clube romano Lazio Calcio Feminile.
Retornou ao Brasil em 2003, jogando pelo São Bernardo.
Foi transferida em 2005 para o São Paulo onde foi convocada para Seleção Brasileira Universitária.
Em 2006 jogando pelo Palmeiras/São Bernardo foi convocada pela primeira vez para Seleção Brasileira de Futebol Feminino.
Teve uma breve passagem pelo Corinthians em 2008, antes de se transferir para o Sporting Club de Huelva, da Espanha, atuou durante três temporadas (2006-2009) pelo clube exclusivamente de categoria feminina.
Após sua passagem de destaque no clube do sul da Espanha, foi contratada pelo Levante Unión Deportiva, clube com uma grande história na Liga espanhola, onde atuou na temporada 2009-2010. Neste mesmo ano, foi Campeã Sul-Americana pela Seleção Brasileira de Futebol Feminino.
No ano seguinte, esteve com o Brasil vice-campeão dos Jogos Pan-Americanos em Guadalajara. No mesmo ano, também disputou a Copa do Mundo na Alemanha pelo Brasil.
Vindo do Bangu, em agosto de 2011, foi contratada pelo Vitória das Tabocas.
Em 2012, disputou o Campeonato Paulista pelo Centro Olímpico.
Em 2015, defendeu a camisa da equipe do São José. A atleta ficou um ano e meio na equipe feminina da Águia do Vale, onde conquistou o Campeonato Paulista, os Jogos Abertos do Interior e também os Jogos Regionais. Após a eliminação no Campeonato Paulista de 2016, acertou seu retorno ao Huelvas, da Espanha.
Em maio de 2017, chegou ao Santos, onde ficou até 2018.

### Fora dos campos
Em 2019, tornou-se coordenadora das categorias de base do futebol feminino do Santos FC. Na função, conquistou o título do Campeonato Paulista Sub-17.
Em janeiro de 2020, comentou os jogos da Copa São Paulo de Futebol Júnior na TV Cultura. Entre agosto e setembro do mesmo ano, comentou os jogos do Torneio Internacional de Futebol Feminino de Seleções na mesma emissora.
Em fevereiro de 2022, assume o cargo de coordenadora do Departamento de Futebol Feminino da Federação Paulista de Futebol (FPF).
Em janeiro de 2024, assumiu como Coordenadora do Futebol Feminino do Santos FC.

## Títulos
São Paulo
- Campeonato Paulista: 1999

São José
- Campeonato Paulista: 2015

Santos
- Campeonato Paulista: 2018

Seleção Brasileira
- Campeonato Sul-Americano: 2010
- Torneio Internacional Cidade de São Paulo: 2º lugar (2010)